# Roe III Triplane
El Roe III Triplane fue uno de los primeros aviones diseñados por el constructor aeronáutico británico Avro.

## Diseño y desarrollo
En configuración, era similar al Roe II Triplane, con cola triplano y fuselaje de parte superior abierta de sección triangular, pero el Roe III era un biplaza, y presentaba alerones por primera vez en un diseño de Roe. Los cinco (algunas fuentes dicen tres) aparatos de producción se diferenciaban del prototipo por tener los alerones instalados en el ala media (los del prototipo estaban en la superior) y por estar propulsados por un motor Green en lugar del JAP del mismo.
Un ejemplar fue vendido a la Harvard Aeronautical Society, uno fue exportado a los Estados Unidos, y otro sufrió un curioso destino cuando, de camino hacia la Blackpool Meeting de 1910, chispas de la locomotora de vapor que lo llevaba a Blackpool prendieron en el avión, quemándose junto al Roe II Triplane. Roe fue capaz de reemplazarlo rápidamente con un nuevo avión construido con piezas de repuesto.

## Especificaciones

### Características generales
- Tripulación: Uno (piloto)
- Capacidad: Un pasajero
- Longitud: 7 m (23 ft)
- Envergadura: 9,5 m (31 ft)
- Superficie alar: 26,7 m² (287,4 ft²)
- Peso cargado: 340 kg (749,4 lb)
- Planta motriz: 1× motor lineal de cuatro cilindros refrigerado por agua Green C.4.
  - Potencia: 26 kW (36 HP; 35 CV)
- Hélices: Bipala de paso fijo

## Aeronaves relacionadas

### Secuencias de designación
- Secuencia Romana (interna de Avro): I Biplane - I Triplane - II Triplane - III Triplane - IV Triplane